# P45 (magazine)
Pour les articles homonymes, voir P45.
 (juillet 2025).
Motif : l'utilisateur qui a apposé ce bandeau n'a pas précisé le motif de la pose.
- Archive Wikiwix
- Bing
- Cairn
- DuckDuckGo
- E. Universalis
- Gallica
- Google
- G. Books
- G. News
- G. Scholar
- Persée
- Qwant
- (zh) Baidu
- (ru) Yandex
- (wd) trouver des œuvres sur Wikidata

| 1. | Préciser le motif de la pose du bandeau. | Précisez le motif de la pose du bandeau en utilisant la syntaxe suivante : {{admissibilité à vérifier\|date=août 2025\|motif=remplacez ce texte par le motif}}                      |
| 2. | Informer les utilisateurs concernés.     | Pensez à avertir le créateur de l'article, par exemple, en insérant le code ci-dessous sur sa page de discussion : {{subst:avertissement admissibilité à vérifier\|P45 (magazine)}} |

 (mai 2011).
Si vous disposez d'ouvrages ou d'articles de référence ou si vous connaissez des sites web de qualité traitant du thème abordé ici, merci de compléter l'article en donnant les références utiles à sa vérifiabilité et en les liant à la section « Notes et références ».
P45 est un magazine fondé à Montréal au printemps 2000 par le journaliste Nicolas Langelier et qui a suspendu sa publication en mai 2011.
P45 exploitait le créneau du journalisme créatif. Au total, plus d'une centaine de collaborateurs ont écrit pour le magazine ou participé à sa production.
Sa ligne éditoriale était pointue, à la fois irrévérencieuse et critique, et reconnue pour offrir un regard décalé sur les phénomènes sociaux et sur les œuvres culturelles. À ce titre, le magazine a été à l'origine de plusieurs micro-polémiques dans le paysage médiatique québécois.
Vu des médias traditionnels, P45 était un média « branché » et « baveux ».

## Origine du nom
Le nom P45 se réfère au formulaire gouvernemental de remboursement de taxes remis en Angleterre et en Irlande à un employé quittant son emploi. Il s'agit d'une légère métaphore des conditions de vie du jeune pigiste : mobilité, débrouillardise, épicurisme, insouciance.

## Historique
P45 a publié onze numéros papier entre le printemps 2000 et l'automne 2003, pour ensuite se transformer en webzine. Julie Parent prend alors le poste de rédactrice en chef et pilote les parutions trimestrielles entre 2003 et 2005. Xavier K. Richard devient rédacteur en chef à l'été 2005 et pilotera l'aventure jusqu'à l'arrêt de publication en mai 2011.
En plus d'articles au contenu varié, P45 a constitué au fil des ans une section audio et une section vidéo plutôt prolifique et qui s'apparente au travail de la Blogothèque, des sessions de Black Cab ou d'Arte Radio.
Entre le printemps 2006 et l'automne 2008, P45 a diffusé par baladodiffusion une émission musicale intitulée 45 tours. En tout, l'équipe a créé plus de 80 épisodes à contenu musical.
À l'été 2006, P45 passe d'une fréquence de publication mensuelle à une fréquence de publication hebdomadaire, ce qui ouvre une période d'activité journalistique plus proche de l'actualité artistique et médiatique immédiate. À l'été 2010, la fréquence de publication des numéros se stabilise aux deux semaines, et cela, jusqu'en mai 2011.
Un nouveau site web est lancé en octobre 2010. Les contenus sont désormais rassemblés en numéros, l'activité sur les réseaux sociaux est intégrée au site et l'accès aux archives est totalement revu. Le nouveau design du site web de P45 est une création d'Éric Demay, Antoine Girard, Vincent Bouret et Louis-Pierre Chouinard.
En mai 2011, le rédacteur en chef Xavier K. Richard annonce son départ du projet, ce qui, par la force des choses, met fin aux activités de P45.

## Comité éditorial
- Nicolas Langelier, éditeur
- Xavier Kronström Richard, rédacteur en chef
- Catherine Bélanger, réviseuse en chef
- Julien Cayer
- Camille Dufour-Thériault
- Marine Fleury
- Corinne Fréchette-Lessard
- Maxime Johnson
- Thomas Leblanc
- André Martineau
- Jean-François Proulx

## Comité graphique
- Louis-Pierre Chouinard
- Éric Demay
- Gabrielle Lecomte
- Katty Maurey
- Jean-François Proulx

## Collaborateurs (sélection)
- Nelly Arcan
- Mathieu Arsenault
- Caroline Bâcle
- Fabbie Barthélémy
- Marie-Claude Beaucage
- Jimmy Beaulieu
- Nicolas Bérubé
- Véronique Boisjoly
- Jean-François Chagnon
- Monia Chokri
- Guillaume Corbeil
- Jorge Diaz de Bedoya
- Simon Elmaleh
- Jean-François Goyette
- Marie-Élaine Guay
- Simon Hobeila
- Laurent K. Blais
- Véronique Labonté
- Olivier Lalande
- Grégory Lemay
- Sarah Lévesque
- Fabien Loszach
- Judith Lussier
- Stéphane Martel
- Annie Martineau
- Mathieu Meunier
- Nicola Morel
- Olivier Morin
- Audrey Pageau-Marcotte
- Mali Ilse Paquin
- Alexandre Paré
- Julie Parent
- Mathieu Pichette
- Esther Pilon
- Ghislain Poirier
- Miguel Tremblay